# Tristram Dalton
Tristram Dalton (Newburyport, 1738. május 28. – Boston, 1817. május 30.) az Amerikai Egyesült Államok szenátora (Massachusetts, 1789–1791).